# Çukurkuyu, Bayat
Çukurkuyu là một xã thuộc huyện Bayat, tỉnh Afyonkarahisar, Thổ Nhĩ Kỳ. Dân số thời điểm năm 2011 là 330 người.